# Tarzan (film 2013)
Tarzan, conosciuto anche come Tarzan 3D, è un film d'animazione del 2013 scritto, diretto e prodotto da Reinhard Klooss, con protagonista Kellan Lutz, che doppia Tarzan, celebre personaggio letterario creato da Edgar Rice Burroughs.
La pellicola è l'adattamento cinematografico del romanzo Tarzan delle Scimmie.

## Trama
Durante una spedizione in una remota giungla in Uganda, gli studiosi John Greystoke e sua moglie conducono delle ricerche su un misterioso meteorite (che 65 milioni di anni fa colpì la Terra e causò l'estinzione dei dinosauri). Arrivati sul luogo in elicottero, John stacca un pezzetto del meteorite, che all'improvviso sembra "reagire" per il colpo subito, causando un terremoto che attiva un vulcano vicino. Il gruppo cerca di fuggire sull'elicottero, ma questo viene colpito e precipita. Nell'incidente, solo il figlio J-J, soprannominato Tarzan, sopravvive. Una gorilla di montagna femmina chiamata Kala, che ha da poco perso il compagno Kerchak (ex capobranco ucciso da un suo simile di nome Tublat, intento ad usurpargli il potere) e il suo piccolo (caduto da una montagna), trova il piccolo umano tra i resti dell'elicottero, lo soccorre e lo cresce come se fosse una di loro. Tarzan diventa grande imparando la dura legge della giungla e, dopo dieci anni, incontra un altro essere umano, la bella e coraggiosa Jane Porter. Tra i due è amore a prima vista e Tarzan mostrerà alla ragazza il suo stupendo habitat, oltre che a sconfiggere il crudele capobranco dei gorilla (senza ucciderlo). Ma le cose si complicano quando Wiliam Clayton, in viaggio in Africa con Jane, rivela le sue vere e avide intenzioni, ovvero distruggere qualsiasi habitat per scoprire il meteorite (ignorando il fatto dell'incidente avvenuto anni fa e di cui è consapevole) per accumulare soldi finanziando la sua società, di cui facevano parte i genitori di Tarzan. Quest'ultimo, diventato un uomo diverso da tutti gli altri, deve fare appello all'istinto sviluppato nella giungla, oltre che a tutto il suo ingegno, per proteggere la sua casa e la donna che ama.

## Produzione
La motion capture del film viene ripresa nei Bavaria Film studios a Monaco di Baviera, mentre il processo d'animazione viene fatto tra gli stessi Bavaria Film ed un altro studios ad Hannover.

## Distribuzione
Il primo trailer del film viene diffuso il 6 giugno 2013.
La pellicola è stata distribuita nelle sale cinematografiche tedesche a partire dal 20 febbraio 2014, mentre in quelle italiane dal 6 marzo.

## Riconoscimenti
- 2014 - Golden Trailer Awards
  - Nomination Miglior trailer di un film d'animazione straniero